# اچ‌ام‌اس اتالیون (۱۸۰۲)
اچ‌ام‌اس اتالیون (۱۸۰۲) (به انگلیسی: HMS Ethalion (1802)) یک کشتی بود. این کشتی در سال ۱۸۰۲ ساخته شد.